# 브룩스 레일리
브룩스 리 레일리(Brooks Lee Raley, 1988년 6월 29일 ~ )는 미국의 야구 선수이자, 메이저 리그 뉴욕 메츠의 투수이다.

## 아마추어 시절
대학 시절 외야수와 투수를 겸업했다. 1학년 때 외야수로는 타율 0.304, 투수로는 7승 3패, 평균자책점 3.76으로 투타 양면에서 준수한 활약을 했다.

## 미국 프로야구 시절
2009년 드래프트에서 시카고 컵스에 지명됐다. 참고로 지명 당시 대학교 2학년이어서 2라운더 수준인 75만 달러의 계약금을 받고 입단했다. 당시 마운드에서 승부 근성이 뛰어나고 싱킹 무브먼트가 뛰어났다. 외야수로서의 성공을 예측하는 스카우트들도 있었다.
2009년부터 2011년까지는 더블 A에서 선발 투수로 준수한 활약을 했고, 2012년에 트리플 A로 승격됐다가 MLB 데뷔전까지 치렀다. 이 시즌에 MLB에서 5경기 모두 선발 등판해 1승 2패, 8점대 평균자책점으로 매우 좋지 못했고, 이닝도 6이닝 이상 소화한 경기가 없을 정도로 선발 투수로써 부진했다. 대학 시절부터 구위는 그렇게 뛰어나지 않았는데, 이로 인해 타자들에게 난타당했다. 2013년에도 MLB에 승격되긴 했지만, 9경기 등판에 그쳤다. 지명 할당돼 미네소타 트윈스로 이적했으나, 시즌 중 다시 한 번 LA 에인절스로 이적했다. 이 시즌에 팔꿈치 부상을 당해 수술을 받았다.
통산 마이너 성적은 121경기에 등판해 593이닝 30승 41패, 409탈삼진, 4점대 평균자책점을 기록했다. 2010 시즌부터 2013 시즌까지 102경기에 출장해 544.2이닝을 소화했다.

## 한국 프로야구 시절

### 롯데 자이언츠시절
크리스 옥스프링의 대체 용병이자 당시 팀의 해외 스카우트였던 라이언 사도스키의 추천으로 2014년 시즌 후 입단하였다.

수술 후 도미니카 윈터 리그에서 뛰던 그를 당시 감독이었던 이종운이 주목했고, 2014년 12월 14일 총액 50만 달러에 계약을 체결했다.
2015년 시즌 31경기에 등판해 11승 9패, 3점대 평균자책점을 기록했다.
2016년 시즌에는 타선의 지원을 많이 받지 못했지만 묵묵히 사실상 1선발 역할을 했다. 전반기에는 완봉승을 하는 등 좋은 활약을 보였으나 후반기 들어 부진한 모습을 보이며 두 자릿수 승을 올리는 데 실패했다.
2017년 시즌 초반 외국인 투수 닉 애디튼과 동반으로 부진해 둘 다 2군으로 강등됐다. 후반기에 그가 등판한 경기에서는 1경기를 제외한 나머지 경기에서 팀이 모두 승리했다. 2017 시즌 13승 8패, 3점대 평균자책점의 좋은 성적으로 재계약에 성공했다.

## 미국 프로야구 복귀
2020년에 신시내티 레즈에 입단하였다.

## 트리비아
- 당시 한화의 단장특별보좌였던 한용덕이 스카우트로 나서 그의 영입을 강력하게 추천했지만 감독이었던 김성근의 반대로 무산됐다.[2]

## 별명
- 롯데 자이언츠에서 활동했던 투수인 주형광에 빗대어 '레형광'이라고 불린다.
- 좌타자에게 KBO에 있던 5년간 맞은 홈런이 10개도 채 안되어서 '좌타자 킬러'라고 불린다.
- 이정후에게 19타수 무피안타로 매우 강해 '이정후 킬러'라고 불린다.

## 참조
1. ↑  롯데, 좌완 외인 투수 브룩스 레일리 영입스포츠조선
2. ↑  이상학 (2017년 11월 15일). “3년 전 레일리 놓쳤던 한화, 휠러로 아쉬움 푼다”. OSEN. 2022년 6월 22일에 확인함.